# Guillaume Bochetel
Guillaume Bochetel (mort en 1558) est un homme d’État et un diplomate français de la Renaissance  qui exerce ses charges sous les règnes de François Ier et Henri II rois de France.

## Biographie
Il est issu d’une famille d’origine champenoise de Reims. Cette famille s’était installée en Berry lorsque son arrière-grand-père Jean Bochetel avait épousé « N » la sœur de Jacques Cœur alors grand argentier du roi de France Charles VII. Fils de Bernardin Bochetel et de Catherine Babouin, il a pour grands-parents paternels François Bochetel et Marie Pellorde.
Il épouse Marie de Morvillier, dame de la Sourdière, et de cette union naissent huit enfants :
- Bernardin (mort en 1570) qui devient évêque de Rennes de 1558 à 1565[4], ambassadeur de France à la cour impériale à partir de 1560[5], abbé de Saint-Laurent en Auxerrois[6] et abbé de l'Aumone ou le petit Citeaux de 1568 à 1569[7], conseiller d'État (24 janvier 1570)[8].
- Jacques qui est reçu secrétaire du roi le 11 septembre 1543, greffier de l'ordre de Saint-Michel sur résignation de son père (29 septembre 1550)[9], et devient un diplomate remarquable[10]: chargé d'une mission extraordinaire en Suisse en septembre 1557, ambassadeur à Londres d'avril 1566 jusqu'en novembre 1568[11].
- Jeanne, qui épousera à Bourges le 14 janvier 1542[12] Claude de L'Aubespine, seigneur de Hauterives, baron de Châteauneuf-sur-Cher et Secrétaire d’État[10].
- Marie qui épouse le 12 janvier 1550 Jacques Bourdin Secrétaire d’État[13], puis en 1567 Jacques de Morogues, seigneur de Lande etc., gentilhomme de la chambre du roi et de celle du duc d'Alençon[14]. Elle se convertit au protestantisme et son oncle Jean de Morvillier la déshérita de ce fait.
- Jean Bochetel, seigneur de Sainte-Lizaigne à la mort de son père, protestant[15]
- Catherine Bochetel, épouse de Antoine de Vulcob[15]
- Anne Bochetel qui épouse le 30 mai 1552[16] ou en 1557[17] Esme Riglet, notaire et secrétaire du roi, seigneur de Montgueux[18]
- Gabrielle Bochetel, religieuse à l'Annonciade de Bourges[19]

Ses quatre enfants ont les mêmes précepteurs que les enfants royaux notamment en la personne de Jacques Amyot et celle de Jacques Lefèvre d'Étaples.. 
Le 7 janvier 1540 il achète 15.000 livres à Jean de Courtois la seigneurie de Breuilhamenon sur les terres de Plou en Berry. Le 26 mai 1546, son gendre Antoine de Vulcob lui vend la seigneurie de Mallentras contre l'annulation d'une dette de 50 écus d'or soleil.
Guillaume Bochetel teste le 25 avril 1557 et meurt en 1558.

## Carrière
Il commence sa carrière avec la charge de greffier des aides et gabelles du Berry.

Le 27 juillet 1518, le roi François Ier de France lui confie la charge de clerc de notaire de la chambre du roi où il se distingue en rédigeant en février 1522 une ordonnance traitant de l’éparpillement territorial des gens de guerre. En décembre 1529, le roi lui demande d’accompagner le vicomte de Turenne en Espagne afin de négocier son troisième mariage avec Éléonore de Habsbourg sœur de Charles Quint, alors veuve du roi Manuel Ier de Portugal
Le 22 août 1530, le roi le nomme secrétaire contresignataire des actes royaux de finance et lui confie la charge de Secrétaire des finances royales et contresignataire des actes royaux deux ans plus tard. En mai 1535, il part avec l’amiral royal Philippe Chabot à Calais pour négocier avec l’Angleterre. En 1537, il est envoyé par le roi à Leucate pour négocier la paix avec l’Empereur Charles Quint et accompagne roi lors de son voyage en Piémont en 1538.
Le 29 septembre 1542, il est fait Greffier de l’ordre de Saint-Michel. En 1546, il négocie, conclut et signe le traité d'Ardres avec Henri VIII d'Angleterre  signé le 7 juin.
En 1547, il est secrétaire d'État chargé de la Normandie, la Picardie, l'Angleterre et l'Écosse.

## Œuvres
- Le sacre & coronement de la Royne imprime par commandemet du Roy nostre Sire, Éditeur Geoffroy Tory. Paris 1530. Bibliothèque de l’institut National d’Histoire de l’art. Collection Doucet. Cote inventaire NUM 8 Res 599.
- L’Entree de la Royne en sa ville & cité de Paris imprimee par le commadement du Roy nostre Sire, Éditeur Geoffroy Tory. Paris 1531. Bibliothèque de l’Institut National d’Histoire de l’art. Collection Doucet. Coté inventaire NUM 8 Res 600.
- Hecuba (1544, réédition 1550), traduction d'Euripide, autrefois attribuée à Lazare de Baïf.
- Blason du Con, in Les Blasons anatomiques du corps féminin. [lire en ligne].